# Croisade norvégienne
Période intermédiaire post-Première croisade
Batailles
- Arsouf
- Mélitène
- Croisades de secours
- Ramla (1er)
- Ramla (2e)
- Tripoli
- Harran
- Artah
- Ramla (3e)
- Croisade norvégienne
- Sidon
- Champ du Sang
- Hab
- Azâz
- Ba'rin
- Shaizar
- Édesse

La croisade norvégienne est une croisade qui s'est déroulée de 1107 à 1110, en renfort à la première croisade, menée par le roi norvégien Sigurd Ier. Sigurd est le premier monarque européen à participer directement aux croisades vers la Terre sainte. Le récit de la croisade norvégienne est connu principalement grâce à l'Heimskringla, la saga des rois de Norvège, écrite au début du XIIIe siècle par Snorri Sturluson.

## De la Norvège à l'Angleterre

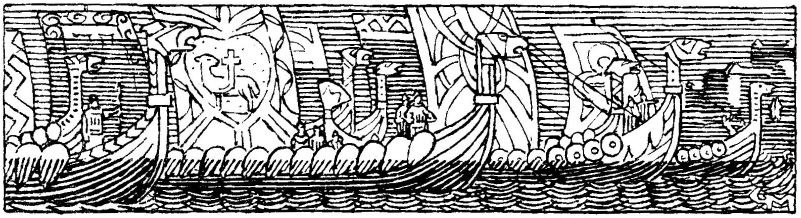
Le Roi Sigurd quitte le pays, par Gerhard Munthe, 1899

La croisade norvégienne semble être organisée d'une manière similaire aux raids des Vikings, mais les buts des Norvégiens sont cette fois-ci différents. Sigurd et ses hommes partent de Norvège dans l'automne de l'année 1107 avec 60 bateaux et environ 5 000 hommes. Pendant l'automne ils arrivent en Angleterre où Henri Ier est roi. Sigurd et ses hommes restent tout l'hiver, jusqu'au printemps de l'année 1108, où ils décident de repartir vers l'ouest.

## Autour de la péninsule Ibérique
Après plusieurs mois, le roi et son armée atteignent la ville de Saint-Jacques-de-Compostelle en Galice (actuelle Espagne) où ils sont autorisés à rester pour l'hiver par un seigneur local. Cependant, quand l'hiver arrive, la nourriture manque et le seigneur local refuse d'en vendre aux Norvégiens. Sigurd décide donc d'attaquer et de piller le château avec son armée,.

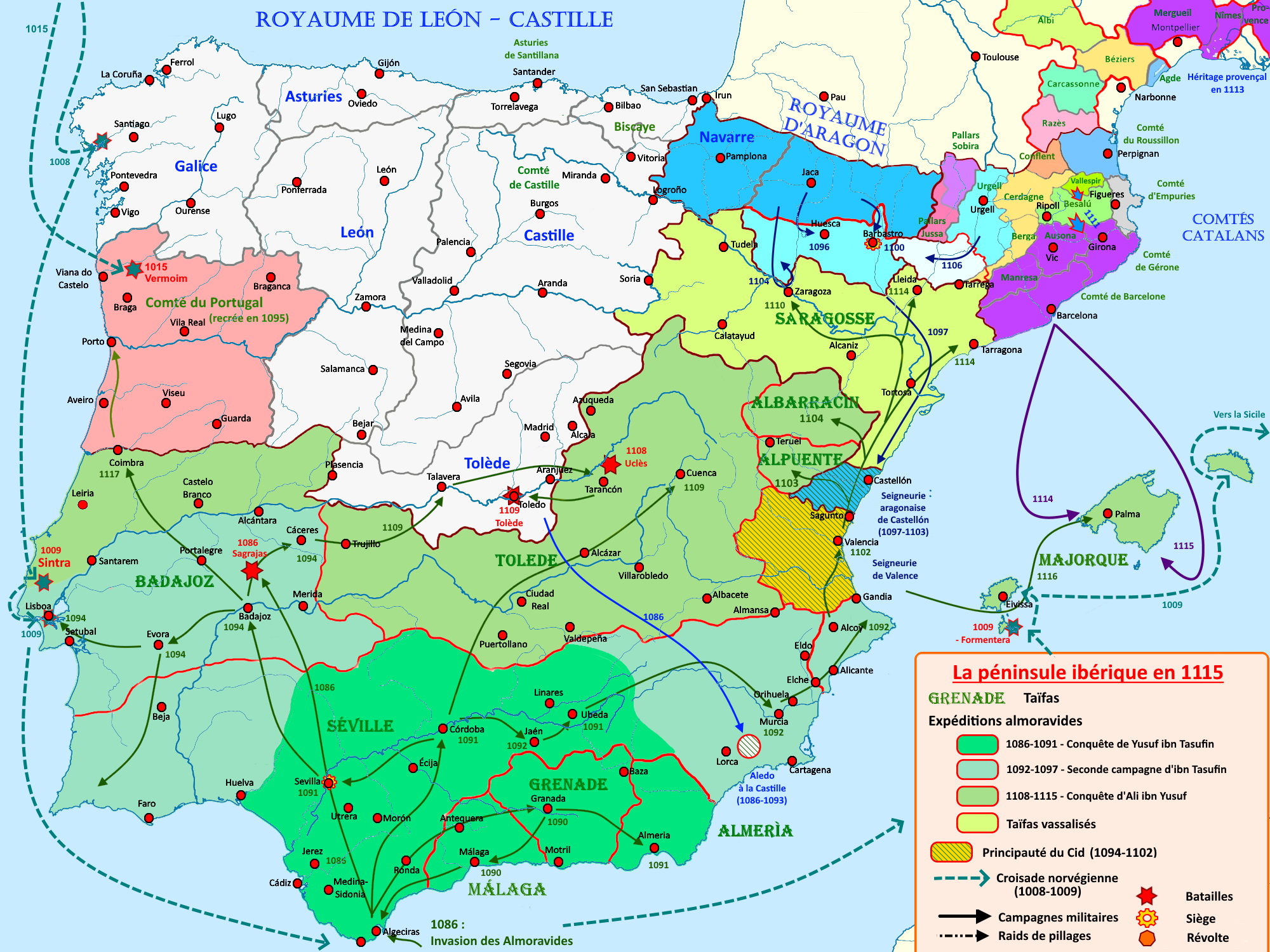
La croisade norvégienne dans la péninsule ibérique

Pendant le voyage, les Norvégiens attaquent une flotte pirate et augmentent ainsi leurs forces de huit navires. Les Norvégiens arrivent ensuite à Sintre, dans l'actuel Portugal, alors sous l'égide des musulmans andalous ; ils y prennent un fort. Ils se rendent ensuite à Lisbonne, une ville « moitié chrétienne et moitié païenne » selon l'Heimskringla, sur la ligne de démarcation entre l'Ibérie chrétienne et musulmane. Là, ils gagnent leur troisième bataille et amassent un important butin.
Leur quatrième bataille a été gagnée dans la ville d'Alkasse (probablement Alcacer do Sal), où ils pillent la cité, avant de battre à nouveau des pirates près du détroit de Gibraltar.

## Aux Baléares
L'armée arrive ensuite aux îles Baléares, qui font office de base pour les pirates musulmans.
Les Norvégiens atteignent d'abord à Formentera, où ils rencontrent un grand nombre d'« hommes noirs » et de « sarrasins » qui occupent une caverne. D'après la chronique, Sigurd a l'idée d'utiliser des chaloupes descendues avec des cordes du haut de la falaise pour pouvoir entrer dans la grotte en sécurité. Après avoir enfumé les derniers défenseurs à l'aide de feu, les Norvégiens remportent la victoire et le plus grand butin de l'expédition.
Les Norvégiens attaquent ensuite avec succès Ibiza, puis Minorque. Ils semblent avoir évité d'attaquer la plus grande des îles Baléares, Majorque, probablement parce qu'elle est à l'époque le centre le plus prospère et le mieux fortifié de la taïfa (royaume musulman indépendant formé après la dissolution du Califat de Cordoue). Les récits de ces succès ont pu inspirer la conquête catalano-pisane des Baléares de 1113-1115 (en).

## En Sicile
Au printemps de 1109, ils parviennent en Sicile, où ils sont bien reçus par le comte Roger II (lui-même descendant des Normands, donc des Vikings), alors âgé de 12 ou 13 ans. L'Heimskringla précise faussement que ce dernier reçoit de Sigurd le titre de roi, alors qu'il ne lui est accordé qu'en 1130 par l'antipape Anaclet II.
Selon Paul Riant, Sigurd séjourna à la cour de Roger Borsa, duc de Pouille et de Calabre.

## En Terre Sainte
À l'été 1110, la croisade arrive finalement au port de Saint-Jean d'Acre (ou selon d'autres sources à Jaffa), puis fait route jusqu'à Jérusalem. Ils y sont chaleureusement accueillis par le roi Baudouin Ier, et Sigurd se baigne dans le Jourdain. Il reçoit du patriarche latin de Jérusalem une relique de la Vraie Croix.
Sigurd accepte ensuite d'aider Baudouin à prendre la ville de Sidon, contrôlée par les musulmans, en octobre 1110. Les navires norvégiens mettent la ville sous blocus. Le siège prend fin en décembre avec l'arrivée d'une flotte vénitienne menée par le doge Ordelafo Faliero qui repousse la flotte fatimide.

## Le retour

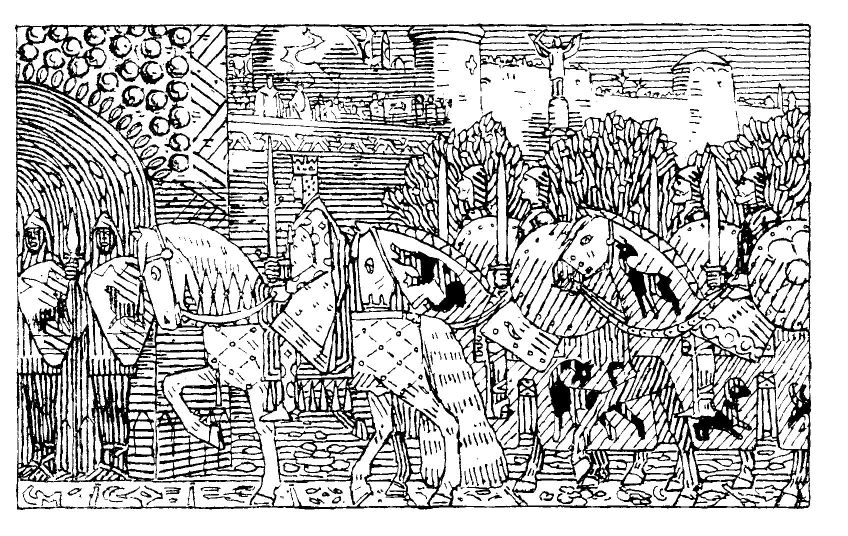
Le roi Sigurd et ses hommes entrent dans Miklagård (Constantinople), par Gerhard Munthe, 1899

Après cela, Sigurd et ses hommes quittent la Terre sainte et naviguent jusqu'à Constantinople, où le roi est convié à des jeux à l'Hippodrome. Il offre des têtes de dragons en or à l'empereur Alexis Ier Comnène. Une partie des Norvégiens restent à Constantinople où ils s'engagent comme mercenaires (des Normands servaient déjà comme mercenaires pour les Byzantins au sein de la Garde varègue). Sigurd et le reste de son armée rejoignent la Norvège par voie terrestre via la Bulgarie, la Hongrie et le Saint-Empire romain germanique, où ils arrivent en 1111.